# Fishbone
Pour les articles homonymes, voir Fishbone (homonymie).
 (février 2018).
Si vous disposez d'ouvrages ou d'articles de référence ou si vous connaissez des sites web de qualité traitant du thème abordé ici, merci de compléter l'article en donnant les références utiles à sa vérifiabilité et en les liant à la section « Notes et références ».
Fishbone est un groupe de musique américain fondé à la fin des années 1970, à Los Angeles, par une bande d'amis afro-américains. Tous sont originaires du quartier de South Central (à l'exception d'Angelo Moore qui vient de Valley). Avec une base musicale ska, Fishbone emprunte à tous les styles pour proposer une musique fusionnelle : rock, blues, reggae, hard rock, metal, punk, funk, etc. Cette approche novatrice a fait d'eux les pionniers du style fusion.

## Présentation
Découvert en Europe au cours des Transmusicales de 1987, le groupe connut une courte période de forte médiatisation sur MTV à la fin des années 1980 et navigue depuis d'une maison de distribution à une autre, enchaînant concerts et explorations musicales dans le système de l'underground musical américain.
Fishbone, bien que cité comme une influence majeure par de nombreux groupes (Mano Negra, Red Hot Chili Peppers, No Doubt, Primus, Lofofora, FFF, Maïsman et Silmarils, Shaka Ponk...), n'aura jamais vraiment profité du succès de sa musique. 25 ans après sa création le groupe continue pourtant à se renouveler musicalement.
En octobre 2006, le groupe fait honneur à la France qui l'a toujours soutenu en y sortant, en avant-première mondiale, son premier album studio depuis six ans : Still Stuck in Your Throat.
En mai 2009 sort Fishbone, qui est un double album contenant un CD et un DVD enregistré en live à la Rock School Barbey de Bordeaux en avril 2008. C'est leur premier enregistrement vidéo live jamais commercialisé.
Fin 2010, le groupe annonce qu'il rentre en studio, un EP 7 titres est prévu pour l'été 2011 ainsi qu'un album complet plus tard dans l'année.
Le 5 janvier 2013, ils font la première partie du groupe français Shaka Ponk à Bercy.

## Formation
Membres originels :

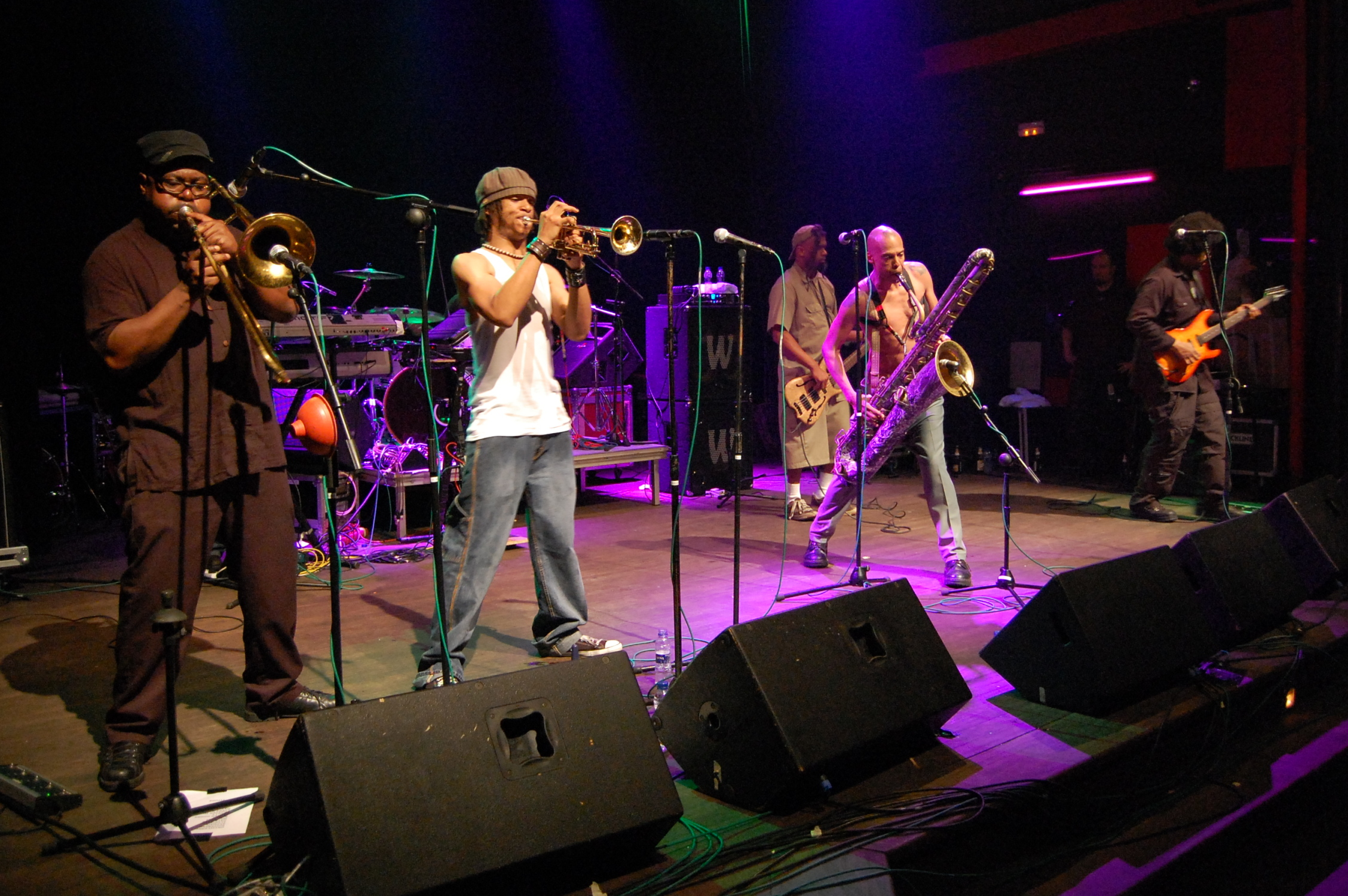
Fishbone en concert en 2008 à Bilbao

- Angelo Moore « Dr Madd Vibe » : saxophone, chant, thérémine (1979 -…)
- Norwood Fisher : bassiste, chœurs (1979 -…)
- Phillip « Fish » Fisher : batterie (1979 - 1999, 2016-2021)
- Kendall Rey Jones : guitare, (1979 - 1993, 2020)
- Christopher Gordon Dowd :  claviers, trombone, chant (1979 - 1994, 2018-...)
- « Dirty » Walter Kibby II : trompette, chant (1979 - 2003, 2010 -…)

Autres musiciens ayant joué avec Fishbone :
- John Bigham : guitare (1991-1997, 2017-2019)
- Tracey Singleton « Spacey T » : guitare (1997-2003)
- Anthony Brewster – claviers, trombone (1997–1998, 2003)
- John McKnight : trombone, guitare, claviers, chant (1998-2001, 2005-2010)
- Clinton Cameron : batterie (1998)
- Dion Murdock : batterie (1998-1999)
- Rocky George : guitare  (2003-2017)
- Mervin Campbell : trompette, bugle (2003-2004, 2008)
- Elizabeth Lea : trombone (2003-2004)
- Torrel Ruffin : guitare, chant (2004-2011)
- Andre "PaDre" Holmes : trompette, chant (2004-2005, 2007)
- Dre Gipson : claviers, chant (2004-2013)
- Curtis Storey : trompette, chant (2005-2007)
- Tom Bone Ralls – trombone (2010)
- Jay Armant : trombone, chant (2011-2017)
- Freddie Flint : claviers (2013)
- Paul Hampton : claviers (2013-2017)
- Fernando Pullum : trompette, chant

Formation actuelle :
- Angelo Moore : Chant lead, saxophones baryton, alto et ténor, thérémine
- Norwood Fisher : basse, chant
- Christopher Gordon Dowd :  claviers, trombone, chant
- Mark Phillips : guitare (2019-...)
- « Dirty » Walter Kibby II : trompette, chant
- John Steward : batterie, chant

## Discographie

### Albums studio
- 1986 : In Your Face
- 1988 : Truth and Soul
- 1991 : The Reality of My Surroundings
- 1993 : Give a Monkey a Brain and He'll Swear He's the Center of the Universe
- 1996 : Chim Chim's Badass Revenge
- 2000 : Fishbone and the Familyhood Nextperience Present: The Psychotic Friends Nuttwerx
- 2006 : Still Stuck in Your Throat
- 2025 : Stockholm Syndrome

### Albumslive
- 2002 : Live at the Temple Bar and More (enregistré en 2001 et constitué uniquement d'inédits)
- 2005 : Live in Amsterdam (CD/DVD - enregistré en novembre 2002)
- 2009 : Fishbone Live (à Bordeaux) (CD/DVD - enregistré en avril 2008)
- 2012 : Live at The Independent

### Compilations
- 1988 : Fishbone
- 1993 : Fishbone Singles (Inédits et remixes - édité au Japon uniquement)
- 1996 : Fishbone 101: Nuttasaurusmeg Fossil Fuelin' the Fonkay (Best-of + raretés période 1979-1983)
- 2003 : The Essential Fishbone

### EPs
- 1985 : Fishbone (EP 5 titres)
- 1987 : It's a Wonderful Life (Gonna Have a Good Time) (EP 4 titres)
- 1990 : Set the Booty Up Right (Bonin' in the Boneyard) (EP 5 titres)
- 2002 : Fishbone and the Familyhood Nextperience Present: The Friendliest Psychosis of All (EP 3 titres)
- 2011 : Crazy Glue (EP 7 titres)
- 2014 : Intrinsically Intertwined (EP 5 titres)
- 2023 : Fishbone (EP 5 titres)